# HLA-DQA2
HLA-DQA2‏ (Major histocompatibility complex, class II, DQ alpha 2) هوَ بروتين يُشَفر بواسطة جين HLA-DQA2 في الإنسان.